# Kotha, Lingsugur
Kotha là một làng thuộc tehsil Lingsugur, huyện Raichur, bang Karnataka, Ấn Độ.